# Aeroportul Rize-Artvin
Aeroportul Rize-Artvin (în turcă Rize-Artvin Havalimanı) (IATA: RZV, ICAO: LTFO) este un aeroport din Pazar⁠(d), Provincia Rize, Turcia ce deservește zona Provincia Rize. Aeroportul a fost tranzitat în 2022 de 524.694 de pasageri. A fost deschis în 14 mai 2022 și numit după Rize.
aeroportul dispune de o singură pistă.